# Боб Ґантон
Роберт Патрік Ґантон молодший (англ. Robert Patrick Gunton Jr, 15 листопада 1945) — американський актор театру та кіно. Відомий тим, що грає суворих авторитарних персонажів, зокрема наглядача Семюеля Нортона у тюремній драмі 1994 року «Втеча з Шоушенка», вождя Джорджа Ерла у фільмі «Руйнівник» 1993 року, доктора Уолкотта, владного декана Вірджинської медичної школи в Патчі Адамсі та державного секретаря Сайруса Венса в Арго. Також зіграв Леланда Оулслі в телесеріалі «Сміливець», міністра оборони Ітана Каніна в «24» і Ноа Тейлора в «Відчайдушних домогосподарках».
Окрім кар'єри в кіно та на телебаченні, Ґантон є плідним актором театру. Створив роль Хуана Перона в бродвейській прем'єрі «Евіти» та головного героя у відновленій п'єсі «Суїні Тодд: Демон-цирульник з Фліт-стріт» 1989 року, за ролі в яких він був номінований на премію «Тоні». Отримав премію Drama Desk Award, Obie Award і Clarence Derwent Award.

## Молодість і освіта
Ґантон народився 15 листопада 1945 року в Санта-Моніці, Каліфорнія, в сім'ї Роуз Марі (уроджена Бановець) і Роберта Патріка Ґантона-старшого, профспілкового керівника. Навчався у середній школі Mater Dei у Санта-Ані, штат Каліфорнія, коледжі Святого Петра в семінарії паулістів у Балтиморі, штат Меріленд, і в Каліфорнійському університеті в Ірвайні. Все життя відданий католик, Ґантон спочатку планував стати священиком.
Служив в армії Сполучених Штатів (1969–1971) радіотелефоністом у 2-му батальйоні 501-го піхотного полку 101-ї повітряно-десантної дивізії та брав участь у битві на базі вогневої підтримки Ріпкорд під час 23-денної облоги.
Він і його товариш були нагороджені Бронзовою зіркою за те, що вони повернулись на базу за забутими в останні моменти евакуації радіоприймачами, рятуючи їх від потрапляння в руки сил Народної армії В'єтнаму, які збиралися захопити базу. Ґантон був одним з останніх, хто евакуювався. Під час битви втратив один зі своїх жетонів, але його повернули йому через 40 років у 2018 році.

## Кар'єра
Ґантон зіграв роль Хуана Перона в оригінальній бродвейській виставі 1980 року «Евіта», отримавши номінацію на премію «Тоні» за найкращу чоловічу роль у мюзиклі. У 1985 році він зіграв роль другого плану у фільмі каналу HBO Фіннегане, починай знову» з Робертом Престоном і Мері Тайлер Мур у головних ролях. Пізніше Ґантон зіграв головну роль у відродженій бродвейській виставі 1989 року Свіні Тодд і отримав другу номінацію на «Тоні» за цю роль. Інші вистави на Бродвеї за його участю включають: Working, King of Hearts, The Music Women, How I Got That Story і Big River.
Ґантон зіграв президента Річарда Ніксона у телевізійній програмі Nightline, яка представляла інцидент з Вотерґейтськими записами. Також зіграв президента Вудро Вільсона у фільмі «Янголи із залізною щелепою» (2004). Ґантон також відомий своєю гостьовою роллю капітана Бенджаміна Максвелла у добре прийнятому епізоді "Зоряний шлях: Наступне покоління" 1991 року "Поранені". Ґантон зіграв наглядача Семюеля Нортона, начальника державної в'язниці Шоушенк і головного антагоніста у фільмі «Втеча з Шоушенка» (1994) разом із Тімом Роббінсом. Ґантон зіграв Сесіла Доббса у фільмі «Адвокат Лінкольна» 2011 року.
Ґантон також зіграв головну роль у першому сезоні «Відчайдушних домогосподарок» і в шостому сезоні « 24», де він зіграв роль міністра оборони США Ітана Каніна. Пізніше він став постійним серіалом і повторив роль Каніна, але тепер уже як начальника штабу нового президента Еллісон Тейлор, у сьомому сезоні шоу, а також у двогодинному телевізійному фільмі- приквелі «24: Спокута». Повернувся знову у восьмому сезоні, але цього разу як державний секретар президента. Ґантон зіграв Ліланда Оулслі в серіалі «Сміливець» 2015 року У січні 2017 року Ґантон з'явився гостем на  Закон і порядок: Спеціальний підрозділ жертв. У 2021 році Ґантон був використаний як двійник персонажа Гарольда Реміса Егона Шпенглера у фільмі «Мисливці за привидами: Загробне життя». 

## Фільмографія
| Рік      | Назва                                           | Роль                          | Примітки                                                       |
| -------- | ----------------------------------------------- | ----------------------------- | -------------------------------------------------------------- |
| 1981     | Перекидання                                     | Сал Нафтарі                   |                                                                |
| 1985     | Статичний                                       | Франк                         |                                                                |
| 1987     | Матеван                                         | C.E. Жвавий                   |                                                                |
| 1987     | Мисливець на дівчат                             | Фернандо Портакарреро         |                                                                |
| 1989     | Печиво                                          | Річі Сегретто                 |                                                                |
| 1989     | Слава                                           | Генерал Чарльз Гаркер         |                                                                |
| 1989     | Народжений четвертого липня                     | Лікар                         |                                                                |
| 1990 рік | Вулиця Сезам Домашнє відео в гостях у Firehouse | Начальник Кірбі               | Короткий                                                       |
| 1991     | JFK                                             | Тележурналіст                 |                                                                |
| 1991     | "Відсутні фрагменти"                            | Пан Габор                     |                                                                |
| 1992     | Ігри патріотів                                  | Інтерв'юер                    |                                                                |
| 1992     | Фотограф                                        | Старший агент                 |                                                                |
| 1992     | Дженніфер 8                                     | Директор Гудрідж              |                                                                |
| 1993     | Відчайдушний тато                               | Лаззаро                       |                                                                |
| 1993     | Руйнівник                                       | Шеф Джордж Ерл                |                                                                |
| 1994     | Втеча з Шоушенка                                | Директор Сем Нортон           |                                                                |
| 1995     | Долорес Клейборн                                | Mr. Пайс                      |                                                                |
| 1995     | Ейс Вентура 2: Поклик природи                   | Бертон Квінн                  |                                                                |
| 1996     | Зламана стріла                                  | пан Прітчетт                  |                                                                |
| 1996     | Блискавична людина                              | Френк Деверелл                |                                                                |
| 1997     | Тисяча акрів                                    | Суддя                         | Не зазначений                                                  |
| 1997     | Опівночі у саду добра і зла                     | Фінлі Ларджент                |                                                                |
| 1998 рік | Патч Адамс                                      | Дін Волкотт                   |                                                                |
| 1999 рік | Кажани                                          | Доктор Олександр Маккейб      |                                                                |
| 2000     | Ідеальний шторм                                 | Олександр Маканаллі III       |                                                                |
| 2001 рік | Місце злочину                                   | Стівен, партнер Джиммі        |                                                                |
| 2002     | Морська пригода                                 | Капітан човна                 |                                                                |
| 2003 рік | Даллас 362                                      | Джо                           |                                                                |
| 2004     | Змова                                           | Пан Срібло                    |                                                                |
| 2006 рік | Повір в мене                                    | Г'ю Морленд                   |                                                                |
| 2007     | Мертва тиша                                     | Едвард Ашен                   |                                                                |
| 2007     | Перелом                                         | Суддя Гарднер                 |                                                                |
| 2007     | Нечутливий                                      | Доктор Таунсенд               |                                                                |
| 2007     | Відтворення                                     | Ларс Вітмен                   |                                                                |
| 2008     | Гравець 5150                                    | Нік Вілла                     |                                                                |
| 2008     | Проект Лазаря                                   | Батько Езра                   |                                                                |
| 2008 рік | Найменший із них                                | Отець Томас Пітерс            |                                                                |
| 2009 рік | Термін володіння                                | Вільям Тербер                 |                                                                |
| 2010 рік | Процес                                          | Джо Ветстоун                  |                                                                |
| 2011     | Лінкольн для адвоката                           | Сесіл Доббс                   |                                                                |
| 2011     | Ірландець                                       | Джеррі Бренд                  |                                                                |
| 2012     | Веселі канікули                                 | Томас Кауфман                 |                                                                |
| 2012     | Арго                                            | Державний секретарСайрус Венс | Кінопремія Голлівуду                                           |
| 2012     | Кручений м'яч                                   | Ватсон                        |                                                                |
| 2013     | Гайленд Парк                                    | Берт                          |                                                                |
| 2013     | Розшифровка Енні Паркер                         | Доктор Бентон                 |                                                                |
| 2013     | Джиммі                                          | Шериф Брінсон                 |                                                                |
| 2013     | Сліпа удача                                     | Дін Алекс Монро               |                                                                |
| 2013     | Живу в Foxes Den                                | Тоні О'Гара                   |                                                                |
| 2014     | Маунтен-Топ                                     | Містер Форест                 |                                                                |
| 2015     | Ларрі Гей: Відступник-бортпровідник             | Інструктор льотної школи      |                                                                |
| 2015     | 33                                              | President Себастьян Піньєра   |                                                                |
| 2017 рік | Алекс &amp; список                              | пан Стерн                     |                                                                |
| 2018 рік | Unbroken: шлях до спокути                       | Майор Цайглер                 |                                                                |
| 2021     | Мисливці на привидів: З того світу              | Фермер-привид                 | Роль захоплення руху, з Гарольдом Ремісом подібність накладена |
| TBA      | Геттісбурзька адреса                            | Вільям Герндон (голос)        |                                                                |